# NGC 203
NGC 203 = NGC 211 ist eine linsenförmige Galaxie vom Hubble-Typ S0/a im Sternbild Fische auf der Ekliptik. Sie ist schätzungsweise 244 Millionen Lichtjahre von der Milchstraße entfernt und hat einen Durchmesser von etwa 65.000 Lichtjahren. 

Im selben Himmelsareal befinden sich u. a. die Galaxien NGC 193, NGC 199, NGC 202, NGC 204.
Das Objekt wurde am 19. Dezember 1873 von dem schottischen Astronomen Ralph Copeland entdeckt. Édouard Jean-Marie Stephan beobachtete dieselbe Galaxie am 18. November 1876. Die Doppelbeobachtung wurde nicht erkannt und so erhielt diese die Bezeichnung NGC 211.